# Thủy quân lục chiến Campuchia
Thủy quân lục chiến Campuchia (tiếng Pháp: Corps de Fusiliers-Marins Khmères – CFMK) là binh chủng lính thủy đánh bộ của Hải quân Quốc gia Khmer (tiếng Pháp: Marine National Khmère – MNK) trong cuộc nội chiến Campuchia 1970–1975.

## Lịch sử hình thành
Hải quân Hoàng gia Khmer đầu tiên thành lập thành phần lính thủy vào năm 1954–1955, bao gồm bốn tiểu đoàn lính thủy đánh bộ (tiếng Pháp: Bataillons de Fusiliers-Marins - BFM) nhằm duy trì việc phòng vệ cố định.
Thủy quân lục chiến Hải quân Quốc gia Khmer vẫn là một lực lượng quân sự nhỏ trong 3 năm đầu của cuộc chiến. Năm 1973, Hải quân Quốc gia Khmer được ủy quyền để tăng gấp đôi sức mạnh của nó, bao gồm cả việc mở rộng 11 tiểu đoàn Thủy quân lục chiến. Các tiểu đoàn lính thủy đánh bộ được triển khai song song Lực lượng Vũ trang Quốc gia Khmer, cùng với lực lượng với Thủy quân chiến đấu như là một lực lượng ngăn chặn dọc theo đường thủy chủ yếu của đất nước. Tháng 12 năm 1973, chiến lược chiến tranh thường sử dụng một tiểu đoàn lính thủy đánh bộ tuần tra bờ biển, bốn tiểu đoàn dành riêng cho việc đảm bảo an ninh bến cảng và bốn tiểu đoàn còn lại hoạt động dọc theo hành lang sông Mê Kông. Về sau, tăng cường thêm hai tiểu đoàn, được thành lập vào năm 1974, hình thành từ lực lượng địa phương quân đã giải tán của Lực lượng Vũ trang Quốc gia Khmer.
Tháng 9 năm 1974, Thủy quân lục chiến Campuchia đã bắt đầu sa sút tinh thần. Dù mục đích ban đầu là dành cho việc phòng thủ cố định, về sau những tiểu đoàn lính thủy đánh bộ này đã được sử dụng như lực lượng can thiệp vào các chiến dịch tấn công; 10 tiểu đoàn lính thủy đánh bộ được dùng trong vai trò này vào thời điểm đó, với tiểu đoàn thứ 11 đang được huấn luyện. Tuy nhiên, thủy quân lục chiến đã từ chối nhiệm vụ nguy hiểm phải trả so sánh với chi phí của Lực lượng Vũ trang Quốc gia Khmer và vấn nạn đào ngũ ngày càng tăng khó mà khắc phục.

## Vũ khí và trang bị
Vũ khí và trang bị được các tiểu đoàn bộ lính thủy đánh bộ Campuchia sử dụng là dựa theo tiêu chuẩn cấp phát của Lực lượng Vũ trang Quốc gia Khmer, chủ yếu là do Mỹ viện trợ, được bổ sung bằng cách đoạt khối vũ khí nhỏ của các quốc gia cộng sản tịch thu từ đối phương trong quá trình hoạt động của họ.
- Bỉ FN GP35 Súng lục
- Hoa Kỳ Colt.45 M1911 Súng lục
- Hoa Kỳ Smith & Wesson Mẫu 39 Súng lục ổ quay
- Liên Xô TT-33 Súng lục
- Trung Quốc Kiểu 56 Súng trường tấn công
- Trung Quốc Kiểu 56-1 Súng trường tấn công
- Liên Xô AKM Súng trường tấn công
- Hoa Kỳ M16A1 Súng trường tấn công
- Hoa Kỳ CAR-15 Carbine tấn công
- Liên Xô RPD Tiểu liên
- Trung Quốc Type 56 LMG Tiểu liên
- Hoa Kỳ M1918A2 BAR Tiểu liên
- Hoa Kỳ M60 Súng máy đa năng
- Liên Xô RPG-2 Rốc két tự hành
- Liên Xô RPG-7 Rốc két tự hành
- Hoa Kỳ M72 LAW Rốc két chống tăng
- Hoa Kỳ M79 Súng phóng lựu